# Groznawstwo
Groznawstwo (ang. game studies), także ludologia (ang. ludology) – interdyscyplinarna dziedzina naukowa zajmująca się systematycznym badaniem gier, przede wszystkim z perspektywy nauk humanistycznych i społecznych. Anglojęzyczna nazwa dziedziny wywodzi się od czasopisma „Game Studies”, wydawanego od 2001 roku. Polską wersję terminu, tj. „groznawstwo”, wprowadziła Maria Garda.

## Historia
Groznawstwo jako dziedzina naukowa ma swoje korzenie w kulturoznawstwie i narratologii; jego korzenie odnajduje się głównie w pracy Johana Huizingi Homo ludens (1938), ale także w badaniach folklorystów Peter i Iona Opie w dziele I Saw Esau: Traditional Rhymes of Youth (1947) nad dziecięcymi grami i rymowankami oraz pracy Rogera Caillois Ludzie i gry (1958). Do pionierskich prac z zakresu groznawstwa zalicza się także pracę filozoficzną The Grasshopper: Games, Life, and Utopia (1978) Bernarda Suitsa, pierwszą dysertację o grach komputerowych Interactive Fiction: The Computer Story Game ‘Adventure' (1985) Mary Ann Buckles, Toward the Design of a Computer-Based Interactive Fantasy System (1985) Brendy Laurel, Epic Software-A Literary Text Type (1989) Jona Lanestedta, Life on the Screen: Identity in the Age of the Internet (1995) Sherry Turkle, Hamlet on the Holodeck (1997) Janet Murray oraz pracę zbiorową From Barbie to Mortal Kombat: Gender and Computer Games (1999) Henry’ego Jenkinsa i Justine Cassell. 

### Spór ludologów z narratologami
Groznawstwo na przełomie XX i XXI wieku zostało jednak zawłaszczone najpierw przez urugwajskiego badacza Gonzala Fraskę (który utrzymywał o niemożności pogodzenia w grach symulacji i reprezentacji), a później przez grupę skandynawskich badaczy takich jak Espen Aarseth i Jesper Juul, którzy na łamach własnego czasopisma „Game Studies” oskarżyli badaczy dawniej zajmujących się grami o „próbę narratywistycznej kolonizacji” groznawstwa, zaogniając tzw. spór między ludologami a narratologami. Murray po latach zarzucała skandynawskim badaczom „formalizm”, który stwarzał szereg wykluczeń:
wykluczenie ze względu na płeć (kobiety nie miały prawa głosu w dyskusji), narodowość (Amerykanie byli traktowani z podejrzliwością) oraz całkowite zaprzeczenie treści emocjonalnej (np. absurdalne twierdzenie Espena Aarsetha, że Lara Croft była tylko pionkiem w grze).
Ludolodzy, w przeciwieństwie do badaczy nazywanych przez nich narratologami, koncentrowali się wyłącznie na grach jako tekstach i ignorowali zupełnie kulturowy kontekst (przypisywany narratologom), jaki towarzyszy produkcji gier komputerowych oraz ich praktyce odbiorczej. Choć Gonzalo Frasca próbował rzekomo w swoim tekście Ludolodzy też kochają opowiadania (2003) pogodzić obie strony sporu, zdaniem Emmy Vossen owa ugoda opierała się na fałszywych podstawach, gdyż Frasca pozostawał wierny agresywnemu wówczas nurtowi ludologicznemu:

Jeśli debata była tylko, jak to ujął Frasca, „poważnym nieporozumieniem”, to dlaczego mnie, uczestniczce studiów magisterskich, nauczono, że była to debata założycielska naszej dziedziny? Jeśli, zdaniem Fraski, ludolog jest po prostu „badaczem gier”, niezależnie od „jego lub jej stanowiska w sprawie narracji i gier”, to w jaki sposób termin ten stał się czymś, co dla tak wielu osób wydawało się wykluczające?

Agresja ludologów była też skierowana przeciwko nurtom próbującym pogodzić dwa odłamy groznawstwa. Symptomatycznym przykładem była retoryka proceduralna (pojęcie autorstwa Iana Bogosta), badająca wpływ nie tyle tekstualnej zawartości gier, ile zawartych w nich procesów na komunikowanie znaczeń. Napastliwy atak Miguela Sicarta Against Procedurality (2011), w którym autor oskarżał Bogosta o pochwałę proceduralnej perswazji i totalitarne tendencje, stanowił w istocie pochwałę instrumentalizacji zabawy (Sicart zachęcał do łamania zasad gry, co paradoksalnie wymagało zrozumienia z wyprzedzeniem procedur ludycznych). Argumentacja Sicarta była więc bliska nurtowi ludologicznemu.
Ślady obecności sporu ludologów z narratologami są wciąż widoczne; ataki Aarsetha i innych skandynawskich badaczy na narratologów (w tym kobiety) wpłynęły na agresję wobec badaczek feministycznych ze strony reakcyjnego nurtu #GamerGate.

### „Ludologia” a „groznawstwo”
Funkcjonujący pierwotnie dla groznawstwa termin ludology został pierwszy raz użyty w 1951 roku w tekście Pera Maigaarda About ludology, jednak zyskał na popularności po roku 1999 dzięki Gonzalowi Frasce. W słowie ludologia łączy się źródłosłów łaciński (łac. ludus = „zabawa, rozrywka”) i grecki (gr. logos). Według Marii Gardy pojęcie „ludologia” przywarło do jednej ze stron sporu, jaki toczyli ze sobą zwolennicy nurtu ludologicznego (interpretującego gry głównie pod kątem struktury formalnej) z narratologami (kładącymi nacisk na interpretację gier jako opowieści), przez co sugeruje ona używanie terminu „groznawstwo”. Do innych nurtów w groznawstwie zaliczają się np. retoryka proceduralna (np. prace Iana Bogosta), growa fenomenologia oraz hermeneutyka.
Groznawstwo jest szczególnie związane z badaniem gier komputerowych, albowiem u schyłku XX wieku gry te osiągnęły wysoki poziom komplikacji i stały się nowym medium odgrywającym rolę społeczną podobną do telewizji, kina czy literatury. Groznawstwo jest analogiczne do takich dziedzin humanistyki, jak filmoznawstwo, teatrologia, literaturoznawstwo czy komiksoznawstwo.

### Organizacja dyscypliny
Badacze i badaczki gier zrzeszają się w organizacjach międzynarodowych, takich jak Digital Games Research Association, i narodowych, takich jak Polskie Towarzystwo Badania Gier. Od 2021 roku na Uniwersytecie im. Adama Mickiewicza w Poznaniu prowadzone są studia groznawcze.